# Алкенов, Демисин Бекбулатович
Демисин Бекбулатович Алкенов (род. 1934, Новый городок, Сандыктауский район) — ветеран труда, почетный железнодорожник, лауреат Государственной премии СССР.
Трудовую деятельность начал в Целинограде после окончания училища в качестве машиниста паровоза. Помощник машиниста паровоза (1950), машинист тепловоза (1963), машинист электровоза. Включен в Книгу почёта Целиноградской области за исполнительную деятельность и упорный труд.
Награждён орденами Ленина, Трудового Красного Знамени, орденом Октябрьской революции, медалями.
Почётный железнодорожник СССР.
Лауреат Государственной премии СССР за выдающиеся достижения в труде (1985).